# Pseudosphetta apicalis
Pseudosphetta apicalis är en fjärilsart som beskrevs av Moore 1879. Pseudosphetta apicalis ingår i släktet Pseudosphetta och familjen nattflyn. Inga underarter finns listade.